# ジョン・マレー (外交官)
ジョン・マレー（英語: John Murray、1714年ごろ – 1775年8月9日）は、グレートブリテン王国の外交官。1754年から1765年まで在ヴェネツィア共和国イギリス使節を、1766年から1775年まで在オスマン帝国イギリス大使を務めた。

## 生涯
マン島で生まれたとされる。1748年、ブリジット・ウェントワース（Bridget Wentworth、サー・バトラー・キャヴェンディッシュ・ウェントワースの未亡人、第4代準男爵サー・ラルフ・ミルバンクとエリザベス・ダーシーの娘）と結婚した。
1754年7月30日に在ヴェネツィア共和国イギリス使節としての信任状を受けとり、同年10月9日に妻とともにヴェネツィアに到着した。この任命は妻の母方の親族にあたる第4代ホルダーネス伯爵ロバート・ダーシーが同年3月に北部担当国務大臣に就任したためだとされる。その後、国王ジョージ3世の即位に伴い、1760年11月21日に再び信任状を受けとった。
1765年11月15日に在オスマン帝国イギリス大使に任命され、1766年2月6日に信任状を受けとった。マレーは1767年の手紙でこれまで何度も転任を断ったにもかかわらず昇進したと述べているが、従わざるを得ず、同年5月11日にヴェネツィアを発ち、6月2日にコンスタンティノープルに到着した。一方、妻ブリジットは同伴せず、代わりにヴェネツィアで知り合って後援した画家アンゲリカ・カウフマンとともにイギリスに向かうことを選び、6月22日に到着した。在オスマン帝国大使としてオスマン帝国との関係維持に努力したが、露土戦争の講和交渉での仲介役を務めようとして失敗、レヴァント会社の衰退を押し留めることにも失敗するなど外交官としては平凡であるとされる。
1774年に妻が死去したため、マレーは一時帰国のための帰国を求め、1775年1月27日に許可された。これによりイズミル領事アンソニー・ヘイズ（Anthony Hayes）がコンスタンティノープルに呼び出され、ヘイズが同年5月15日にコンスタンティノープルに到着するとマレーは1775年5月25日にコンスタンティノープルを発った。しかし、マレーは本国に着くことなく、1775年8月9日にヴェネツィアで死去した。マレーの出発に伴い臨時代理大使に就任したヘイズは1776年10月2日に次期大使ロバート・エインズリーが到着するまで臨時代理大使を務めた。

## 人物
体が太っていたという。在ヴェネツィア共和国イギリス使節の在任中はジャコモ・カサノヴァとともに女遊び三昧であり、カサノヴァによるとマレーはカサノヴァの愛人アンシラ（Ancilla）が梅毒により死去する数分前に彼女に求愛したという。このような女性遍歴により同時代の作家メアリー・ウォートリー・モンタギューに嫌われた。